# 필리프 보드리
필리프 보드리(프랑스어: Philippe Beaudry, 1987년 3월 16일 ~ )는 캐나다의 펜싱 선수로 주 종목은 사브르이다. 그는 올림픽 출전 선수이자 팬아메리칸 게임 챔피언이며, 주니어 및 시니어 무대에서 10차례의 국내 선수권 우승 경력이 있는 선수이다. 그는 13세때 처음 검을 잡았다.
보드리는 2007년 팬아메리칸 게임의 사브르 개인전에서 금메달을 획득하며 베이징에서 열리는 2008년 하계 올림픽 자동 진출권을 획득하였다.
2008년 8월 12일, 보드리는 2008년 하계 올림픽의 남자 사브르 개인전에 출전하였다. 그는 64강전에서 이집트의 가말 파티를 15-8로 이겼으나, 이어지는 32강전에서 전 대회 챔피언인 이탈리아의 알도 몬타노에 4-15로 패하며 탈락하였다.
2011년 10월 26일 그는 2011년 팬아메리칸 게임의 남자 사브르 개인전에서 금메달을 획득하였다. 그는 이 대회의 펜싱 종목에서 금메달을 획득한 유일한 비미국인이었다.
2012년 7월 29일, 그는 2012년 하계 올림픽의 남자 사브르 개인전에 출전하였고, 64강을 부전승으로 통과하였다. 그러나, 그는 벨라루스의 드미트리 랍케스와의 32강전에서 패하며 탈락하였다.